# Карачинский университет
Карачинский университет или Университет Карачи (англ. University of Karachi) — высшее учебное заведение в Пакистане, расположено в городе Карачи провинция Синд. Основан в 1951 году и является крупнейшим университетом государства. Количество учащихся — 24.000 студента. При университете действует Карачинская университетская обсерватория.

## Структура
Университет состоит из восьми факультетов:
- Факультет естественных наук
- Фармацевтический факультет
- Медицинский факультет
- Факультет исламских исследований
- Факультет менеджмента и административных наук
- Факультет искусств
- Юридический факультет
- Инженерный факультет